# Glengarriff

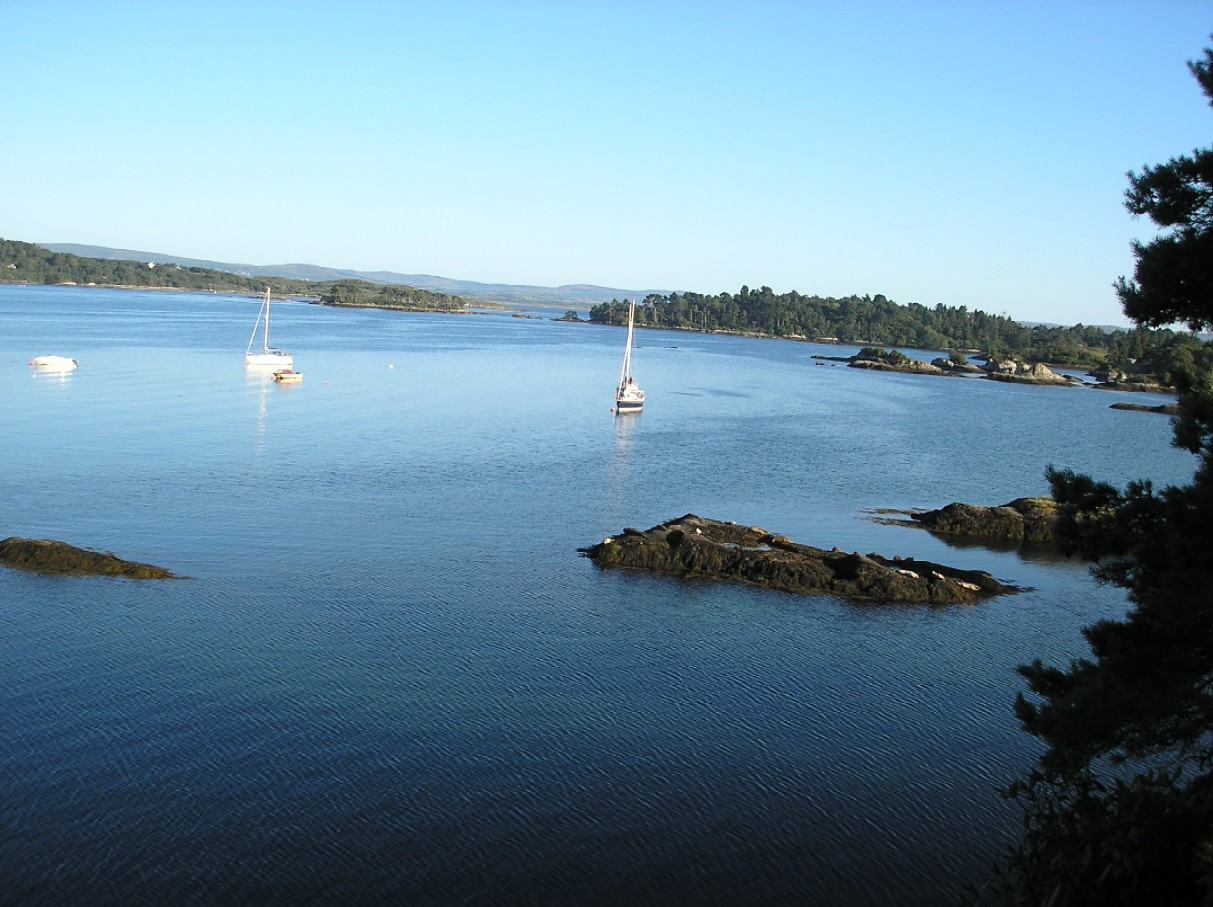
De baai van Glengarriff.

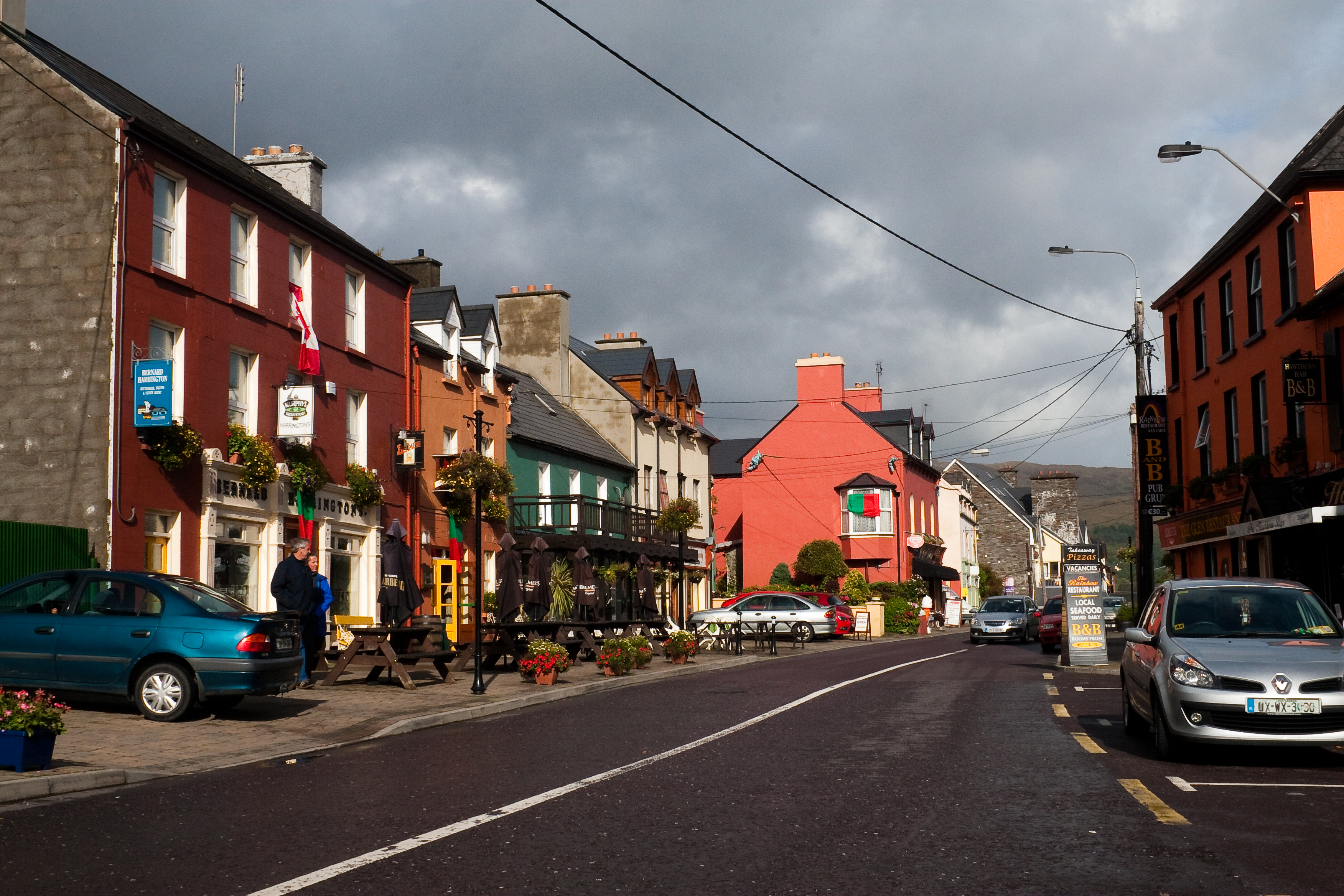
Glengarriff in 2009.

Glengarriff is een plaats in het Ierse graafschap Cork. De plaats telt ongeveer 250 inwoners.
De plaats ligt 20 km ten westen van Bantry, en 30 km ten oosten van Castletownbere, en is een populaire stop voor de routes in dit gebied.
Glengarriff is gelegen in een beschermde baai omgeven door hoge bergen, waardoor het een toeristisch aantrekkelijk dorp is. Lokale attracties zijn de eilanden Garnish Island of Ilnacullin. Op Garnish Island is een tropische tuin aanwezig.